# Месагрос
Месагро̀с (на гръцки: Μεσαγρός) е село в Република Гърция, разположено на остров Лесбос, област Северен Егей. Селото има население от 828 души (2001).

## Личности
Родени в Месагрос
- Хрисостом Авагянос (р. 1947), гръцки духовник